# Blue Stockings Society

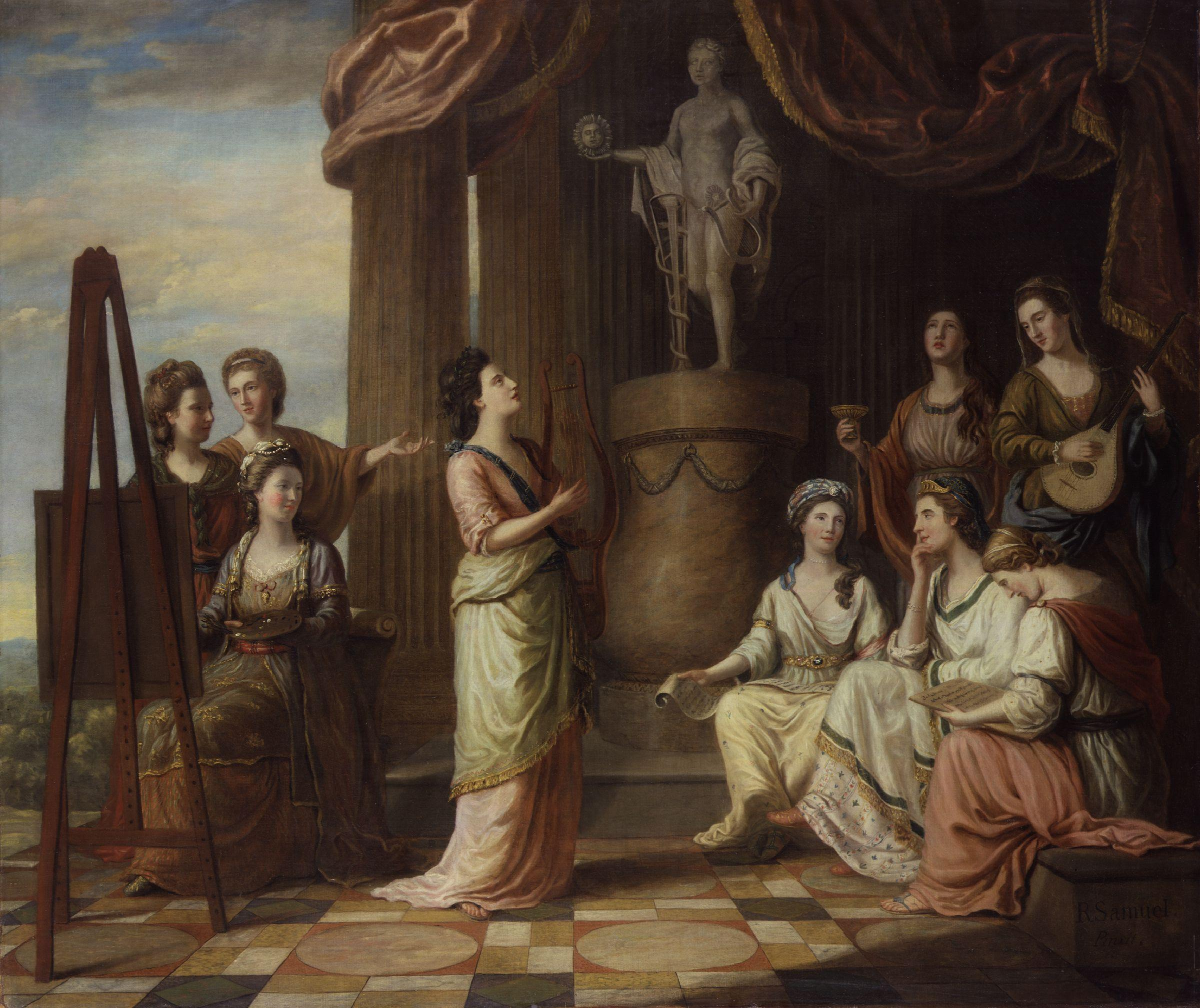
Retratos de los personajes de las musas en el templo de Apolo, 1778,, de Richard Samuel. Los modelos son: Anna Letitia Barbauld (1743-1825), poeta y escritora; Elizabeth Carter (1717–1806), académica y escritora; Elizabeth Griffith (1727-1793), dramaturga y novelista; Angélica Kauffmann (1741–1807), pintora; Charlotte Lennox (1720–1804), escritora; Catharine Macaulay (1731-1791), historiadora y polemista política; Isabel Montagu (1718–1800); Hannah More (1745–1833), escritora religiosa; y Elizabeth Ann Sheridan (de soltera Linley).

La Blue Stockings Society fue un movimiento social y educativo informal de mujeres en Inglaterra de mediados del siglo XVIII que enfatizaba la importancia de la educación y de la cooperación mutua. Fue fundado a principios de la década de 1750 por Elizabeth Montagu, Elizabeth Vesey y otras mujeres6 como un grupo de discusión literaria, distanciándose así de las actividades tradicionales y no intelectuales de las mujeres. Se invitó a asistir tanto a hombres como a mujeres, incluido el botánico, traductor y editor Benjamin Stillingfleet, que no era lo suficientemente rico como para vestirse adecuadamente para la ocasión y apareció con medias de estambre azules de todos los días.
La asociación dio origen al término bluestocking, que se refería a lo informal de las reuniones y el énfasis en la conversación en lugar de en la moda,  y en la década de 1770 pasó a describir a las mujeres eruditas en general.

## Historia

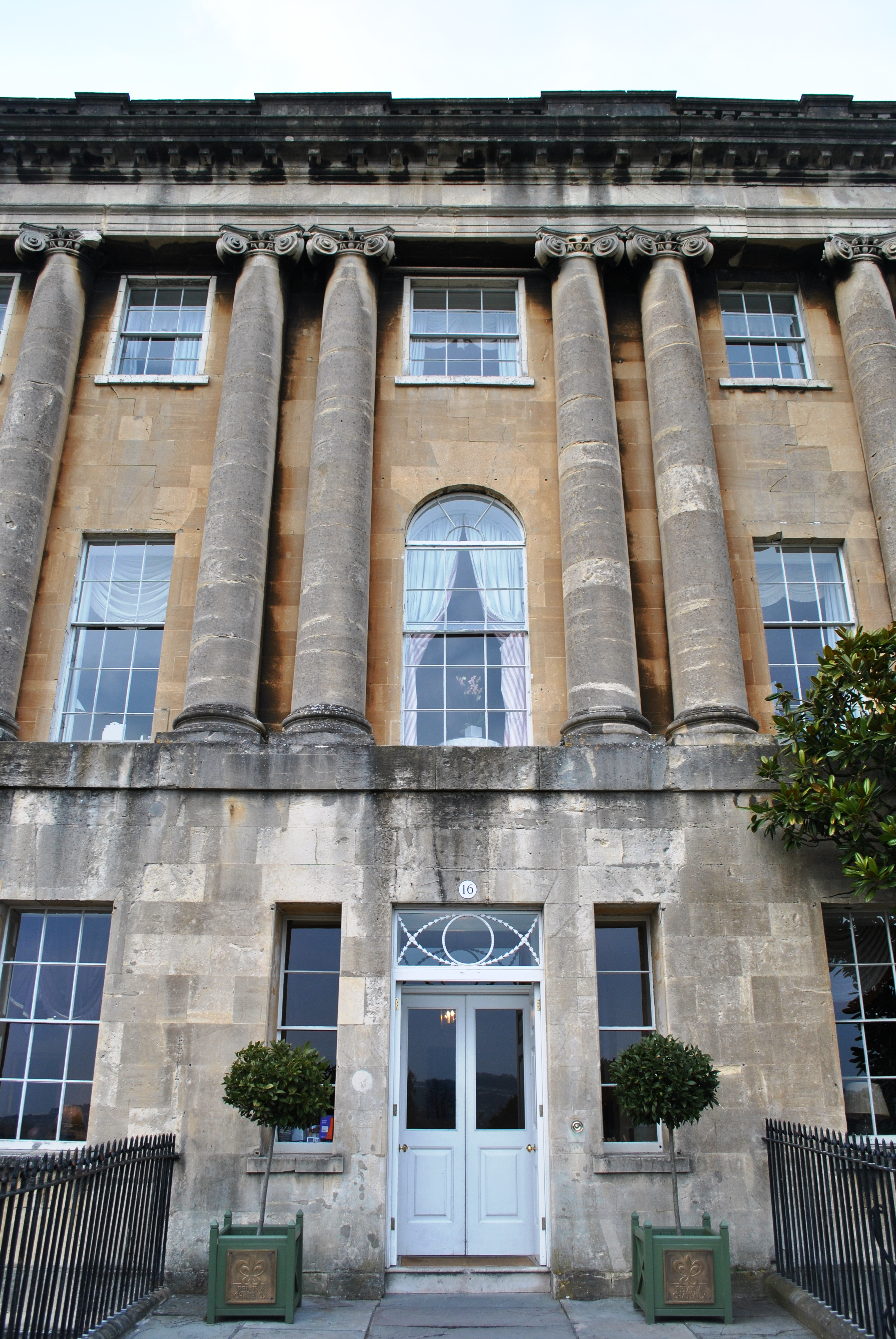
La casa central, 16 Royal Crescent, Bath, fue utilizada como residencia y para albergar eventos de la Blue Stockings Society por Elizabeth Montagu.

La Blue Stockings Society (Literalmente, la Sociedad de Medias Azules) de Inglaterra surgió alrededor de 1750 y perdió popularidad a finales del siglo XVIII. Era una organización informal de mujeres privilegiadas interesadas en la educación, que se reunían para conversar sobre literatura e invitaban a participar a hombres educados. Las líderes y anfitrionas de la Blue Stockings Society fueron Elizabeth Montagu y Elizabeth Vesey. Las mujeres involucradas en este grupo generalmente tenían más educación y menos hijos que la mayoría de las mujeres inglesas de la época. Durante este período, sólo los hombres asistían a las universidades y se esperaba que las mujeres dominaran habilidades como la costura y el punto: se consideraba "impropio" que supieran griego o latín, casi de mal gusto que fueran escritoras y ciertamente indiscreto admitir el hecho. La señora Barbauld no fue más que el eco del sentimiento popular cuando protestó porque las mujeres no querían universidades. "La mejor manera para que una mujer adquiera conocimientos", escribió, "es mediante la conversación con un padre, un hermano o un amigo". A principios del siglo XIX, este sentimiento había cambiado y era más común preguntarse "por qué una mujer de cuarenta años debería ser más ignorante que un niño de doce", lo que coincidió con la disminución de la popularidad de la Blue Stockings Society.

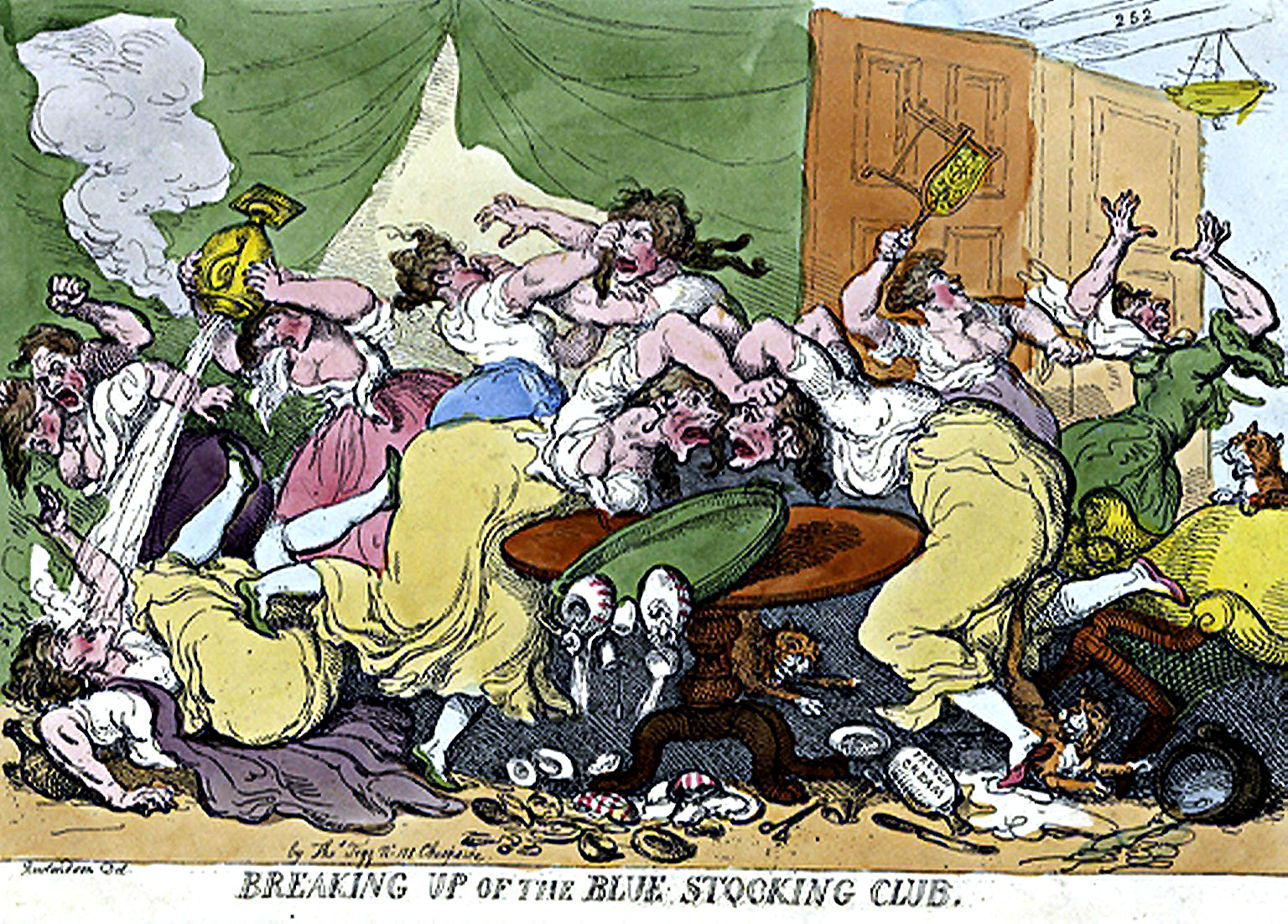
Dibujo satírico de Thomas Rowlandson (1756-1827), "Rompiendo el Blue Stocking Club" (1815)

El grupo ha sido descrito por muchos historiadores y autores como Jeanine, como "que ha preservado y avanzado el feminismo" debido a la defensa de la educación de las mujeres, las quejas sociales sobre el estatus y el estilo de vida que se espera de las mujeres en su sociedad, visto en los escritos de las propias mujeres de la Blue Stocking Society:

En la educación de una mujer se tienen en cuenta poco más que los logros externos;... es cierto que los hombres son muy imprudentes al tratar de convertir en tontas a aquellas a quienes tanto confían su honor y fortuna, pero está en la naturaleza de la humanidad arriesgar su paz para asegurarse el poder, y saben que los tontos son los mejores esclavos.
Jeanine Dobbs

El nombre "Blue Stockings Society" y sus orígenes son muy controvertidos entre los historiadores. Hay referencias tempranas dispersas a bluestockings, incluso en la sociedad Della Calza en Venecia del siglo XV, John Amos Comenius en 1638 y los Covenanters del siglo XVII en Escocia. El nombre de la sociedad quizás deriva de la moda europea de mediados del siglo XVIII en la que se usaban medias negras en la vestimenta formal y medias azules para el día o para uso más informal. Las medias azules también estaban muy de moda para las mujeres en París en ese momento, aunque muchos historiadores afirman que el término para la sociedad comenzó cuando la Sra. Vesey le dijo por primera vez a Benjamin Stillingfleet, el erudito caballero antes mencionado que había abandonado la sociedad y no tenía ropa adecuada para una fiesta, "Ven con tus medias azules". El Sr. Stillingfleet se convirtió en un invitado popular en las reuniones de la Blue Stocking Society.

## Objetivo
La sociedad Blue Stocking no tenía formalidades ni tarifas de membresía, pero celebraba reuniones pequeñas o grandes en las que se prohibía hablar de política, pero la literatura y las artes eran los temas principales de discusión. Asistían mujeres eruditas interesadas en estos debates educativos, así como invitados masculinos. Las anfitrionas servirían té, galletas y otros refrescos a los invitados.
Los archivos del New York Times contienen un artículo publicado el 17 de abril de 1881, un siglo después de los hechos, que describe la Blue Stockings Society como un movimiento de mujeres que luchaba contra el "vicio" y la "pasión" del juego, que era la principal forma de entretenimiento en las altas esferas de la sociedad. "Sin embargo, en lugar de seguir la moda, la señora Montagu y algunas amigas, la señora Boscawen y la señora Vesey, que como ella, no estaban contaminadas por esta pasión lobuna, resolvieron oponerse a la tiranía universal de una costumbre que absorbía la vida y ocio de los ricos con exclusión de todo disfrute intelectual... y fundar una sociedad en la que la conversación debería reemplazar a las cartas". (1881, Los New York Times).
Muchas de las mujeres BlueStocking se apoyaban mutuamente en actividades intelectuales como la lectura, el arte y la escritura. Muchas también publicaron sus propias obras de literatura. La escritora Elizabeth Carter (1717-1806) fue una defensora y miembro de la Blue Stockings Society que publicó ensayos y poesía, y tradujo a Epicteto. La escritora contemporánea Anna Miegon recopiló esbozos biográficos de estas mujeres en su obra Biographical Sketches of Principal Bluestocking Women.

## Miembros Notables
- Anna Laetitia Barbauld
- James Beattie
- Frances Boscawen[8]
- Henrietta Maria Bowdler[9]
- Edmund Burke
- Frances Burney
- Elizabeth Carter
- Margaret Cavendish-Harley, Duchess of Portland
- Hester Chapone
- Mary Delany
- Sarah Fielding
- David Garrick
- Samuel Johnson[10]
- Catharine Macaulay[11]
- Elizabeth Montagu
- Hannah More
- Amelia Opie[12]
- William Pulteney, 1st Earl of Bath[13]
- Clara Reeve[11]
- Sarah Scott[11]
- Sir Joshua Reynolds
- Catherine Talbot[14]
- Hester Thrale
- Elizabeth Vesey
- Horace Walpole,  4th Earl of Orford
- Anna Williams
- Mary Wollstonecraft

## Obra de teatro moderno
Ladies, una obra escrita por Kit Steinkellner, es un relato ficticio de cuatro miembros de la Blue Stockings Society y su impacto en el feminismo moderno. Su estreno mundial tuvo lugar en Boston Court Pasadena en Pasadena, California, en junio de 2019, con la dirección de Jessica Kubzansky.